# 圣彼得堡国立矿业大学
圣彼得堡国立矿业大学（技术大学）是一所俄罗斯联邦的国家研究型大学。

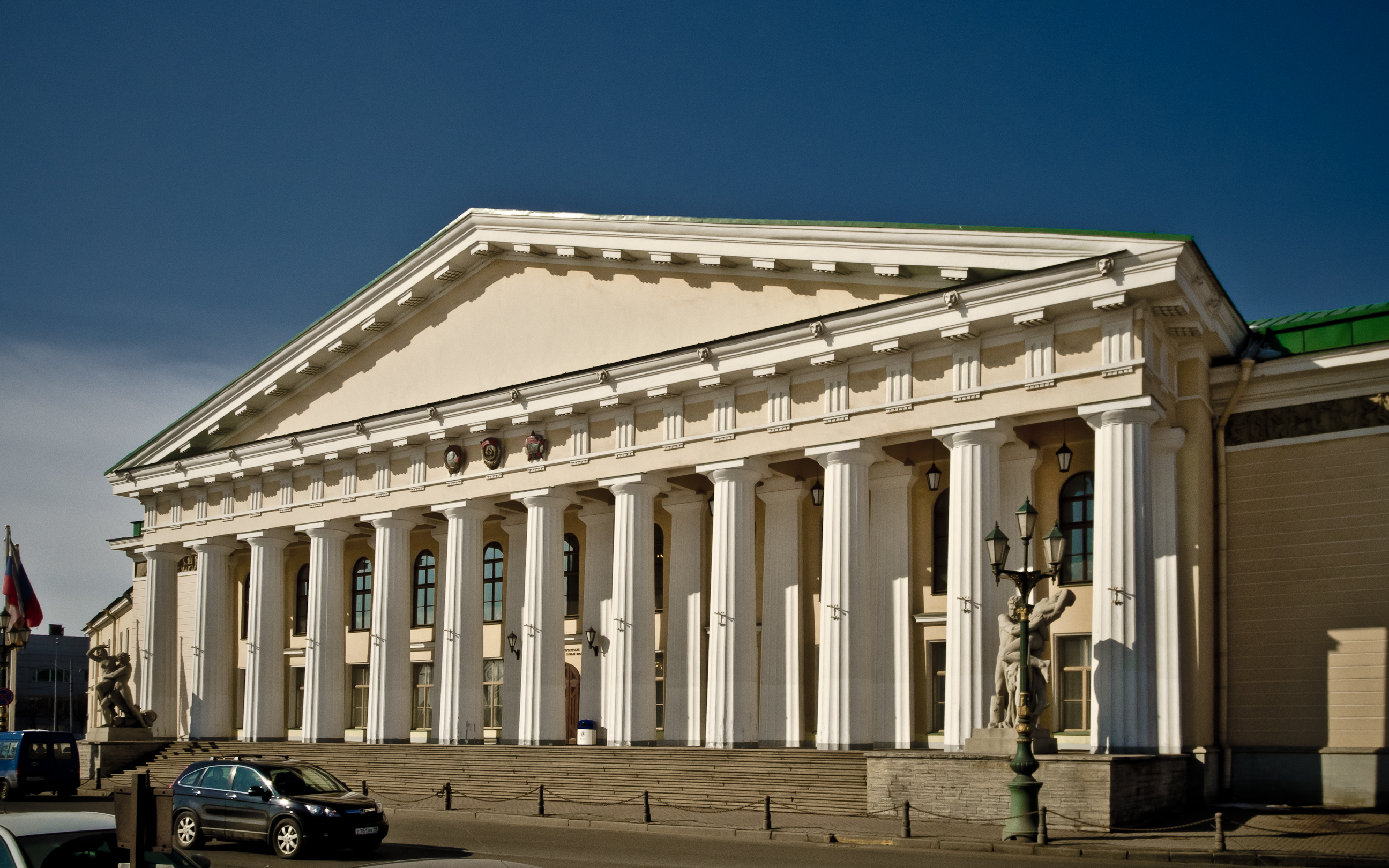
圣彼得堡矿业大学-建于1806-1811年

## 历史简介
学校坐落于俄罗斯联邦城市圣彼得堡，是欧洲历史最悠久的高等矿业学校之一，也是俄罗斯第一所高等工科教育机构。以及世界上最好的宝石和矿物样品收藏地点之一。
该学校成立于1773年10月21日，根据俄国女皇叶卡捷琳娜二世命令建立。建校初期称为矿业学校（Горное училище），1804年，更名为矿业兵团学校（Горный кадетский корпус）; 在1833年，它成为矿业工程师兵团研究所（Институт корпуса горных инженеров）。自1866年以来，它一直被称为矿业学院（Горный институт）。直到苏联时期，它被重新命名为“ 普列汉诺夫列宁格勒国立矿业学院（技术大学）”。自2012年起被称为国家矿产资源大学－矿业（Национальный минерально-сырьевой университет «Горный» ）。
自1869年起该校一直是俄罗斯矿物学会总部所在地。     
学校位于涅瓦河瓦西里岛21线南岸堤的古典风格的建筑群，建于1806至1811年间，由喀山大教堂设计者安德烈·维罗尼欣设计建造。是圣彼得堡标志性建筑之一。

## 教学科研
圣彼得堡矿业大学是在俄罗斯科学和教育领域的领导者之一，教学16,500学生，开设了共计9个系40个专业的学士至博士培训课程。共有超过120名科学博士和教授，400多名博士和副教授，俄罗斯及国际院校的30余位院士。致力于地质开发，矿物开采和冶炼，石油和天然气生产，工业与民用建筑建造，以及于此相关行业的机械与自动化技术的深入研究。矿业大学矿物博物馆有来自世界各地超过80个国家收集了超过20万的藏物，具有重大的科学价值和历史价值。
矿业大学在俄罗斯教育历史上处于重要的地位，是俄罗斯联邦民族历史文化遗产（总统令№1112，1996年7月30日），历史上曾被授予过四个政府奖项。俄罗斯总统普京，苏联科学院首任主席卡尔宾斯基，石油地质学家古铂金等人均毕业于该校。